# Intragna

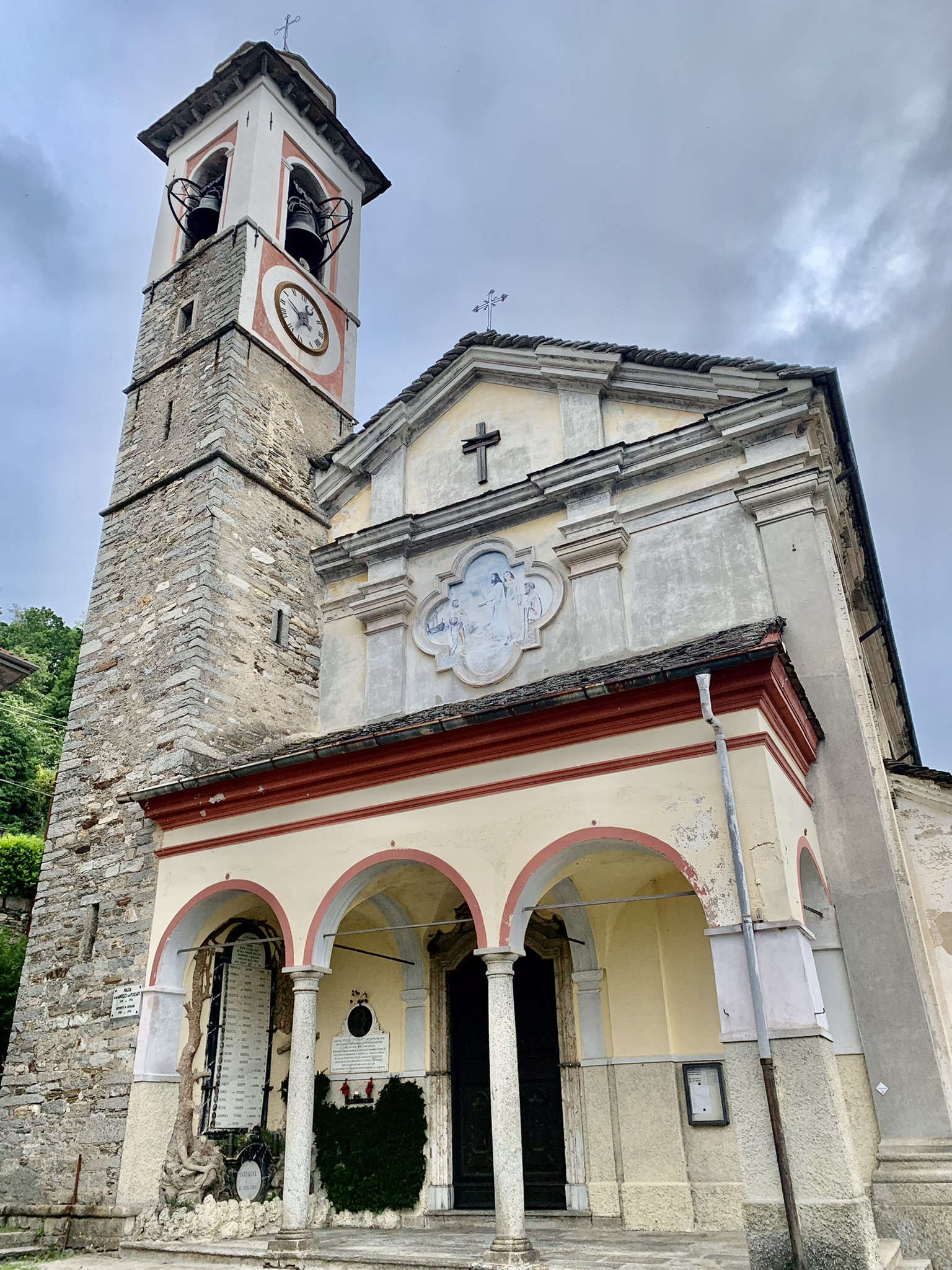
La Chiesa Parrocchiale di San Giacomo Maggiore nel centro dell'abitato di Intragna

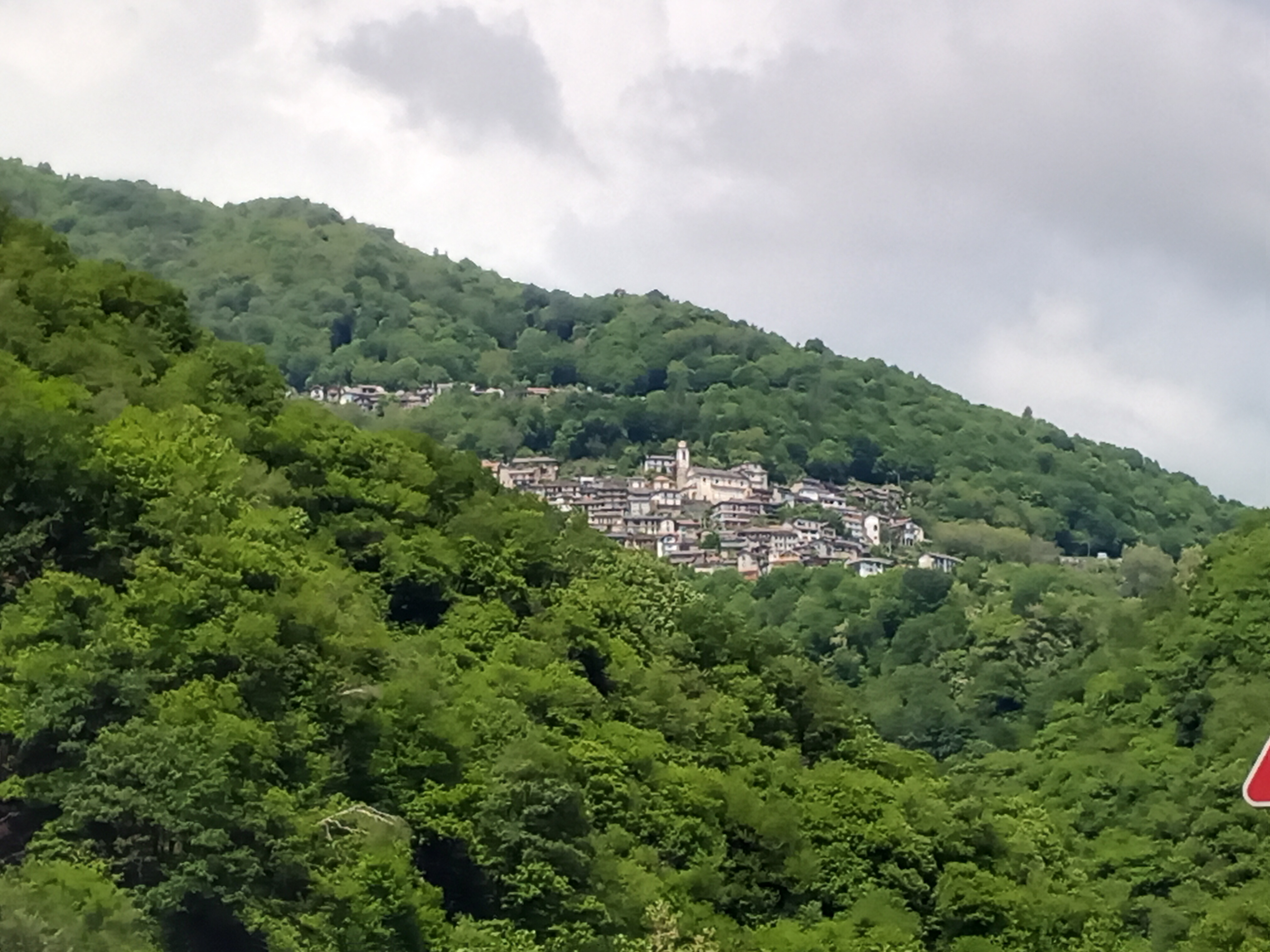
Il paese vista dalla strada di Fondovalle

Intragna (Intragna in dialetto intrese e in piemontese) è un comune italiano di 88 abitanti della provincia del Verbano-Cusio-Ossola in Piemonte.
Fa parte dell'unione montana di comuni Valgrande e del Lago di Mergozzo; una porzione del suo territorio è compresa nel Parco Nazionale della Val Grande.

## Storia

### Simboli
Il comune non ha ancora adottato alcuno stemma ufficiale. Tuttavia, in determinati ambiti, risulta in uso uno stemma non ufficiale, disegnato da terzi in maniera del tutto autonoma dall'amministrazione comunale, così blasonato:

## Società

### Evoluzione demografica
Abitanti censiti